# Universal Basic Guys
Universal Basic Guys est une série d'animation américaine créée par Adam et Craig Malamut, diffusée pour la première fois le 8 septembre 2024 sur Fox.
En France, cette série est diffusée sur Warner TV Next, Cependant elle reste inédite dans les autres pays francophones.

## Synopsis
La série suit un groupe d'ouvriers d'usine du sud du New Jersey qui participent à un programme pilote de revenu universel de base après avoir été remplacés par des robots alimentés par l'intelligence artificielle, se retrouvant ainsi avec un revenu mensuel et beaucoup de temps libre pour s'attirer des ennuis.

## Distribution
- Adam Malamutː Mark Hoagies
- Craig Malamutː Hank Hoagies
- Talia Genevieveː Tammy
- Fred Armisenː David

### Récurrents
- Ally Makiː Andrea
- Brandon Wardellː Darren

## Fiche Technique
- Titre original ː Universal Basic Guys

- Création ː Adam et Craig Malamut
- Musique ː Adam et Craig Malamut
- Production ː Adam Malamut, Craig Malamut, Dan Lagana, Rob Rosell
- Sociétés de production : Mutsack, One Man Canoe, Sony Pictures Television, Fox Entertainment Studios, Bento Box Entertainment
- Pays :  États-Unis
- Langue : anglais
- Duréeː 22 minutes

## Production

### Développement
En novembre 2022, il a été annoncé que les créateurs et producteurs exécutifs de Game of Zones, Adam et Craig Malamut, allaient réaliser une série animée sur Fox, intitulée Universal Basic Guys/The Hoagie Bros. La série est produite par Leith Hill Productions, Fox Entertainment et Sony Pictures Television, avec Bento Box Entertainment qui fournit l'animation. En mai 2024, la série a été rebaptisée Universal Basic Guys et renouvelée pour une deuxième saison avant son lancement à l'automne. Dan Lagana est le producteur exécutif et le showrunner de la première saison, tandis que Rob Rosell est le producteur exécutif et le showrunner de la deuxième saison. En mai 2025, avant la première de la deuxième saison, la série a été renouvelée pour une troisième saison.

### Distribution
Le 25 juillet 2024, lors du Comic-Con de San Diego, il a été annoncé qu'Adam Malamut, Talia Genevieve, Fred Armisen et Ally Maki avaient été choisis pour les rôles principaux.

## Épisodes
1. Titre français inconnu (Pet Projects)
2. Titre français inconnu (Sunset Cruise)
3. Titre français inconnu (The Devil You Know)
4. Titre français inconnu (Guy's Day)
5. Titre français inconnu (Jaws of Life)
6. Titre français inconnu (Bird Cage)
7. Titre français inconnu (Fight or Flight)
8. Titre français inconnu (Poconos)
9. Titre français inconnu (Mr. Cupcake Man)
10. Titre français inconnu (Mark Men)
11. Titre français inconnu (Sheet Shock)
12. Titre français inconnu (Deer Stakes)
13. Titre français inconnu (Water Ice Shoppe)

## Accueil
Le site agrégateur de critiques Rotten Tomatoes a rapporté un taux d'approbation de 29 % avec une note moyenne de 6/10, sur la base de 7 critiques.Metacritic, qui utilise une moyenne pondérée, a attribué une note de 41 sur 100 sur la base de 5 critiques, indiquant des critiques « mitigées ou moyennes ».